# ガンマン無頼
『ガンマン無頼』（ガンマンぶらい、原題：Texas, Addio、米題：Goodbye Texas）は、1966年のイタリア・スペインの西部劇映画。
監督はフェルディナンド・バルディ、出演はフランコ・ネロとコレ・キトッシュなど。
父親の仇を捕えるためにメキシコにやって来たテキサスの保安官とその弟を描いている。

## ストーリー
テキサスで保安官を務めるバートは7歳の頃に父親を無法者のシスコに殺された過去を持っている。
ある日、バートはシスコを捕らえて裁判にかけるためにメキシコに向かうが、弟のジムが強引に同行する。
メキシコではシスコの名前を出しただけで無法者たちに絡まれ、シスコの息のかかったマクレオドやミゲル市長からはテキサスに帰るように命じられる。
それでも何とかシスコの屋敷にたどり着き、単身でシスコと対峙したバートは、シスコからジムの実の父親は自分であると告げられる。
苦悩したバートはジムをシスコの屋敷に残し、シスコに命じられるままテキサスに戻ろうとするが、そこにシスコに反旗を翻した町の人々が現れ、彼らに協力してシスコの部下らと戦うことになる。
一方、ジムはシスコから息子であることを告げられ、激しいショックを受ける。
シスコの部下らを倒し、シスコの屋敷に乗り込んだバートだったが、シスコはジムを人質に取り、ジムを巻き込んだバートを責めて撃ち殺そうとする。
ジムはそれをとっさに妨害するが、その場にかけつけたシスコの部下に撃たれてしまう。
激しい怒りにかられたバートはジムを撃った男を殺すが、ジムはバートの腕の中で「テキサスに戻ったら、さようならテキサスと伝えてくれ」と言い残し、息絶える。
バートは激しい銃撃戦の末にシスコを倒すと、テキサスに帰る。

## キャスト
| 役名               | 俳優                   | 日本語吹替 | 日本語吹替 | 日本語吹替   |
| 役名               | 俳優                   | TBS版      | NET版      | テレビ東京版 |
| ------------------ | ---------------------- | ---------- | ---------- | ------------ |
| バート・サリヴァン | フランコ・ネロ         | 小林清志   | 小林清志   | 小林清志     |
| ジム・サリヴァン   | コレ・キトッシュ       | 関根信昭   | 富山敬     | 石丸博也     |
| シスコ             | ホセ・スアレス         | 久松保夫   | 森山周一郎 | 大塚周夫     |
| ムラート           | エリザ・モンテス       | 白井裕子   |            |              |
| マクレオド         | ホセ・グアルディオラ   |            | 徳丸完     | 仁内建之     |
| ミゲル市長         | リヴィオ・ロレンツォン |            | 大宮悌二   | 加藤治       |
| ペドロ             | ヒューゴ・ブランコ     | 金井大     | 渡部猛     | 村松康雄     |
| ヘルナンデス       | ルイジ・ピスティッリ   |            | 大木民夫   | 中庸助       |
| パキータ           | シルヴァーナ・バッチ   |            | 麻上洋子   | 佐々木優子   |
| アントニオ         | ？                     |            | 中田浩二   | 玄田哲章     |
| 賞金稼ぎ           | マリオ・ノヴェッリ     |            | 仲木隆司   | 西村知道     |

- TBS版：初回放送1970年7月13日『月曜ロードショー』
- NET版：初回放送1976年11月27日『土曜映画劇場』
  - その他声の出演：田中康郎、立壁和也、玄田哲章、塚田恵美子
  - 制作：ザック・プロモーション
- テレビ東京版：初回放送1989年6月5日『木曜洋画劇場』※DVD収録
  - その他声の出演：辻村真人、中野聖子、小室正幸、小杉十郎太、二又一成、松尾貴司、鈴木勝美
  - 演出：藤山房伸、翻訳：広田進、制作：ザック・プロモーション